# 萝宾·图米
萝宾·图米（英語：Robyn Toomey，1964年3月6日—），新西兰女子曲棍球运动员。她曾代表新西兰参加1998年英联邦运动会曲棍球比赛，获得一枚铜牌。她也曾参加1992年夏季奥林匹克运动会。